# Vincenzo Roggeri
Vincenzo Roggeri (Caltanissetta, 1634 – Caltanissetta, 3 gennaio 1713) è stato un pittore italiano.

## Biografia

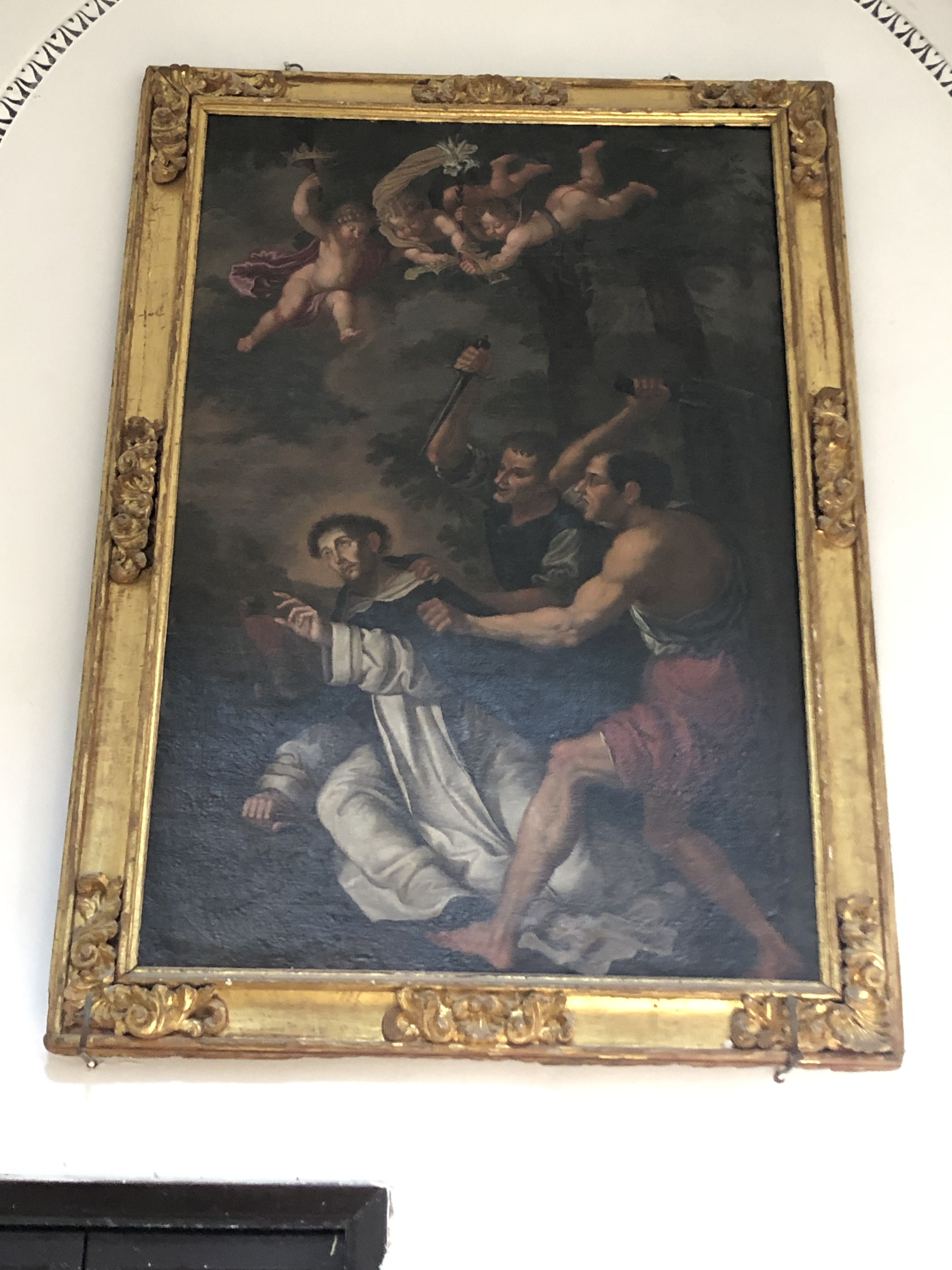
"Il martirio di San Pietro" di V. Roggeri

Del pittore si sa poco anche perché è stato poco studiato; la data di nascita è incerta, nacque tra la fine del 1634 e i primi mesi del 1635. Così pure incerto è il cognome: infatti, in documenti diversi si trova nelle versioni Roggieri, Ruggieri o Rugeri.
Era figlio di Francesco e di Giuseppa, e sposò una donna di nome Margherita; si sa anche che ebbe cinque figli. Fu sepolto nella cripta della chiesa di San Domenico, in un punto non noto, come risulta da documenti dell'archivio della chiesa.
Notevole l'influsso stilistico del Caravaggio e dei suoi discepoli nelle sue opere. Egli operò tra Caltanissetta e la Sicilia centrale, occupandosi solo di pittura sacra, ebbe degli allievi..
La sua importanza artistica fu probabilmente oscurata, e quindi presto dimenticato, dalla contemporanea presenza a Caltanissetta del Filippo Paladini a lui coevo e del successivo Guglielmo Borremans.

## Tecnica e stile
Le caratteristiche peculiari del suo stile sono la presenza nelle sue opere di putti alati e angeli cherubini sospesi tra le nuvole, cosa che apprese, secondo il critico d'arte Felice Dell'Utri, verosimilmente dal pittore di Monreale Pietro Novelli.
L'anatomia dei suoi personaggi è molto dettagliata e precisa, i volti delle sue madonne sono ovali e raffinati nelle fattezze. Inoltre, sono molto ricche e adornate le vesti dei suoi personaggi spesso ricche di gioielli con moltissime pieghe, cosa che rende facilmente riconoscibile la sua produzione. 
Infine, un altro elemento che caratterizza molte delle sue opere è la presenza di aspetti di natura morta: infatti troviamo cesti di frutta, strumenti musicali, fiori e arnesi di lavoro anche in soggetti e rappresentazioni religiose.
Ulteriore elemento di conoscenza dello stile del pittore nisseno è la presenza di rossi intensi. L'elemento simbolico, rappresentato dalle nature morte, spesso presente nelle sue opere ci aiuta a comprendere come il pittore è inserito nel contesto della società nissena del '600. Infatti, secondo il Dell'Utri, «il motivo simbolico facilitava l'individuazione delle peculiarità di carattere devozionale, di grande importanza per i pittori, specie dopo il Concilio di Trento». 
Questo anche probabilmente in risposta alla committenza privata cui il pittore doveva rispondere con la presenza di queste nature morte che ne permettevano il riconoscimento della stessa. Committenza privata che in quell'epoca, al pari di quella religiosa, iniziava a commissionare le opere ai pittori al pari di quella religiosa.
Un esempio del suo simbolismo, molto presente nelle sue opere, è L'apparizione dei Santi Pietro e Paolo a San Domenico, il quale con i suoi numerosi e complessi rimandi simbolici, tipicamente seicenteschi, testimonia l'abilità del pittore nell'interpretare i contesti sacri.
Per anni la sua firma e le sue opere sono state scambiate con quelle dell'aretino Giorgio Vasari; ciò anche, fin qui, a riprova della modesta attività di studio e ricerca sulla sua produzione artistica.

## Opere
La raccolta più ampia delle sue opere è custodita ed esposta nel Museo diocesano di Caltanissetta; sono nove tele di grandi dimensioni tutte ad olio su tela.
- La Circoncisione, proveniente dalla chiesa di Sant'Agata al Collegio
- La Madonna col Bambino e S. Luigi Gonzaga, proveniente dalla chiesa di San Giuseppe
- La Visione di Santa Teresa d’Avila, proveniente dalla chiesa di Sant'Agata al Collegio
- L’Adorazione dei Magi, proveniente dalla chiesa di San Giuseppe
- L’Adorazione dei pastori, proveniente dalla chiesa di San Giuseppe
- L’Annunciazione, proveniente dalla chiesa di Sant'Agata al Collegio
- L’Estasi di S. Francesco d’Assisi, proveniente dalla chiesa di Sant'Antonio di Padova di Caltanissetta
- Santa Apollonia, proveniente dall'abbazia di Santo Spirito
- Tobia e l’Angelo, proveniente dalla chiesa di Santa Maria di Montemaggiore, detta della Saccara

A Enna due grandi tele decorano altrettanti altari all'interno del duomo. La pittura del Roggeri è pregevole e attenta nei dettagli, che appaiono preziosi e ben eseguiti. La sua pittura si presenta particolarmente modellata dai giochi di luci e ombre. Oltre alle grandi pale d'altare, il cornicione interno del Duomo di Enna è pieno delle tele del Roggeri rappresentanti i Santi basiliani ennesi.
- 1668, Dormitio Virginis, nel primo altare a destra del duomo di Maria Santissima della Visitazione di Enna.
- 1675, Adorazione dei Magi, nel transetto destro del duomo di Maria Santissima della Visitazione di Enna.

Opere sono custodite in alcune chiese della città di Caltanissetta:
Chiesa di Sant'Agata al Collegio:
- XVII secolo, Madonna con il Bambino raffigurata con Santa Rosalia e le Sante Monache, olio su tela;
- XVII secolo, Madonna con il Bambino raffigurata con Santa Agnese, Santa Caterina d'Alessandria, Sant'Orsola, Sant'Agata, Santa Lucia e Santa Dorotea, olio su tela.

Altre nella cattedrale di Santa Maria La Nova, nell'abbazia di Santo Spirito  e nella chiesa di San Domenico. 
Una pregevole Sant'Agnese a Palermo nella chiesa di Santa Maria della Pace, un dipinto a Caltagirone nella chiesa di San Bonaventura e uno a Gangi presso il duomo di San Nicola di Bari.
Infine, in una collezione privata nissena, una Santa Rosalia.